# Акуша-Дарго
Акуша-Дарго (дарг. Ахъуша-Дарго; бл. 1639 —1854 роки) — державне утворення дагестанського народу даргинців, що утворилося внаслідок занепаду Газікумухського шамхальства у 1630-х роках. У XIX ст. приєднано до Російської імперії.

## Історія

### Передумови
Поселення Акуша за археологічними розвідками було засновано в II ст. Найранніші письмові відомості про Акуша відносяться до VI ст. У VIII ст. акушинська громада стала частиною держави Савір, а потім Шандану, який до 937 року протистояв Арабському халіфату.
З X ст. даргинські землі стали місцем боротьби Дербентського емірату і держави Сарір. У XII ст. опинилося під владою Хунзахського нуцальства. В боротьбі з правителями останнього, що бажали обмежити економічні свободи даргинців починається об'єднання громад Верхнього Дарго. За легендою ініціатором його став Айса, шила халал (старійшина) Акуша. Втім центром союзу обирається селище Бутрі. Згодом центр союзу переходить до селища Усіша. Даргинці зуміли вибороти самостійність, але вже на початку XIV ст. опинилися під владою Газікумухського шамхальства.
1396 році чагатайський амір Тимур на зворотньому шляху після успішного походу проти Золотої орди, напав на Верхнє Дарго (під приводом, що населення не сповідувало іслам). В результаті більшість громад була знищена. Після цього центр сільського об'єднання переходить до Акуши. Цьому сприяла підтримка Тимура, яким таким чином сподівався посилити вплив ісламу.
З XV ст. посилюються процеси утворення великих поселень та розширення об'єднань селищ Верхнього Дарго. Посилюється економічний вплив Акуша. У 1590-х та 1604 роках у складі військ Газікумуського шамкальство акушинці брали участь у відбитті агресії Московського царства. У 1611—1612 роках Акушинське об'єднання спільно з Сюргинським сільським союзом виступили проти ставленика Юсуф-хана, перського намісника в Шабрані. З цього часу вперше в джерелах згадується термін Акуша-Дарго. Війна проти персів тривала до кінця 1610-х років.

### Здобуття самостійності
З 1630-х років починається занепад Газікумуського шамхальства, викликаного внутрішньою боротьбою за владу. Під час цих подій Акуша-Дарго відділилася від шамхальства, яке до 1642 року розпалося на декілька частин.
З 1705 року загони даргинців брали участь у русі Хаджи Дауда, відзначилися в походах 1711—1712 років на Шемаху та Гянджу. У 1722 та 1725 роках Акуша-Дарго долучалося до коаліції дагестанських правителів, що боролися проти російської агресії. 1725 року Акуша-дарго номінально визнало зверхність Російської імперії.
1735 року доєдналося до союзу на чолі з Тарковським шамхальством, спрямованих проти Персії. Проте того ж року війська Надер Шаха сплюндрували територію Акуша-Дарго. Акушинський каді мусив визнати владу Персії. Втім 1741—1742 років акушинці знову боролися проти персів.
Протягом 1763—1765 років Акуша-дарго допомагала Муртуз-Алі II у війні проти Баммата I за трон Тарковського шамхальства.
1765 року війська Акуша-Дарго брали участь у захопленні Дербентського ханства. За рішенням мешканців Дербенту його було передано Фаталі-хану, правителю куби. Але останній надав Акуша-Дарго невелику частку з отриманої здобичі та території захопленого ханства. Але це не призвело до того, що Акуша-Дарго розірвало договір з Фаталі-ханом. Навпаки спільно з шамхальство активно підтримувало у війні проти кайтазького уцмія Амір-Гамзи II, який спробував захопити Дербент.
Протягом 1773—1774 років Акуша-Дарго в союзі з Кубино-Дербентським ханство успішно воювало проти Шекінського і Аварського ханств. Втім 1774 року їхні війська зазнали нищівної поразки в битві на Гавдушанському полі від коаліції у складі Кайтазького уцміства, Табасаранського кадійства, Аварського, Мехтулінського і Газікумуського ханств, різних бійств Дагестану. В результаті 1775 року Акуша-Дарго вимушена спільно з Тарковським шамхальство звернутися до російського уряду щодо допомоги Фаталі-хану в поверненню Кубинського ханства. Згодом Акуша-Дарго втрутилася на боці одного з претендентів в Табасаранському майсумстві.
1778 року відбувається замирення з Кайтазьким уцмійством, з яким того ж року було здійснено похід проти Ардебільського ханства. З 1780-х років Акуша-Дарго спільно з Кайтазьким уцмійством, Газікумуським та Кубинським ханствами діяли проти Російської імперії.
Під час російсько-перської війни у 1806 році акушинське військо на чолі із кадієм Абу-Бекром активно воювало на боці супротивників Росії. Але у 1812 році після поразок Газікумуського і Кубинського ханств вимушено було замиритися з Російською імперією. Але у 1814—1815 роках все одно допомагали Сурхай-хану II газікумуському, ворогові Росії.
Втім вже 1817 року Акуша-Дарго вступило до антиросійського союзу дагестанських володарів, поклавши початок російсько-кавказької війни. Спочатку війська дагестанських союзників успішно діяли проти Тарковського шамхальства, що залишилося вірним Росії. Втім у війну втрутилися війська на чолі з О. Єрмоловим, який внаслідок походу 1819 року завдав суттєвих поразок даргинцям та їхнім союзникам, зрештою захопивши Акуши. Було змінено кадія, замість Магомета ним став Зухум. Громади Акуша видати 25 аманатів.
У 1823 і 1825 роках Акуша-Дарго зберігало вірність імперії, не приєднавшись до повстань чеченців та кумиків. 1826 року на дяку акушинці були звільнені від податків. Лише у 1843 році під впливом успіхів імама Шаміля перейшло на його бік. Того ж року Дарго стає столицею імамату.
Втім до 1850 року було Акуша-Дарго знову було підкорено. 1854 році внутрішню самостійність було ліквідовано, перетворено на Даргинський округ Дербентської губернії.

## Географія та населення
Розташовувалася у Центральному Дагестані. Більшість населення становили верхні даргинці, що акушинським діалектом розмовляли даргинської мови. Наприкінці XVIII ст. населення становило близько 100 тис. осіб, що мешкали у 30 тис. дворів.

## Державний устрій
Акуша-Дарго являла собою своєрідну «федерацію» (або «конфедерацію»), що складалася з 5 союзів сільських громад: Акушінського, Цудахарського, Мекегінського, Мугинського і Усіштнського. В свою чергу вони складалися з союзів окремих сіл (джамаатів) на чолі з джамаатла халаті (старійшинами сільських союзів). На чолі сіл стояли старійшини (шила халал). Їм в допомогу обиралися місцеві кадії та барумани. Сіла в свою чергу поділялися на тухуми — родинні колективи (клани, тейпи), що складалися з індивідуальних родин.
Це було теократичне утворення, оскільки на чолі стояв акушинський кадій (каді), що виконував релігійні, судові, політичні та військові функції. З посилення впливу «федерації» зросла роль акушинського кадія, який з 2-ї половини XVIII ст. став здійснювати церемонію сходження на трон тарковського шамхала.
Каді обирався на загальному з'їзді, збори якого відбувалися 3 або 4 рази на рік. Там же обирався орган управління, що допомагав кадію — вища рада з 12—15 осіб (представники 5 союзів «федерації»). Кадію допомагало 40 тургаків (виконавців).

## Військо
Армія складалася з дорослих чоловіків, який бралися по 1 з кожного 10 дворів. Максимальна чисельність сягала 20 тис. вояків. У випадку надзвичайної ситуації формувалося армія з усіх, хто міг тримати зброю.

## Економіка
Основу становили землеробство, скотарство (переважно вівчарство) і ремісництво. Зімні пасовиська через брак власної землі бралися в оренду в феодалів Кайтазького уцмійства та Тарковського шамхальства.
Була розвинена торгівля. Акуша стала важливим центром, де розташовувався базар, де 1 раз на рік збиралися торговці з усього Дагестану. Представники Акуша-Дарго їздили для продажу продуктів тваринництва, худоби, шкір, тканин з вовни до Дербенту, Таркі, Кумух, Ендірей, Маджаліс, Ботліх, Кубачі, Тбілісі, Телаві, Сігнахі, Баку, Шемахі, Нуху, Кізляр, Астрахань, Нижній Новгород.

## Право
Основою були норми шаріату, адати, законодавчі приписи кадіїв, рішення народних зборів і рад старійшин, судові прецеденти і договори.

## Культура
Спочатку населення сповідувало християнство григоріанського напрямку, належавши до Вірменської апостольської церкви. В центрі об'єднання — Усіша — перебував єпископ. Втім після нападу та плюндрування військ аміра Тимура в 1396 році християнство занепадає, посилюється іслам.
З розвитком ісламу поширюється арбаомовна література, зростає кількість перекладачів, з яких відомими були Ідріс, син Ахмеда (сер. XV ст.). Він також спробував створити даргинську писемність на основі арабської абетки.
У XVII—XVIII ст. в кожному великому поселенні будувалися нові мечеті, відкривалися медресе, в яких навчалися Корану, арабській мові і писемності. У великих поселеннях, мечеті зводяться у кожному кварталі.